# Улица Физкультурников (Екатеринбург)
У́лица Физкульту́рников (до 1930-х годов: Осно́винская, Большая Осно́винская) — улица бывшей Мельковской слободы Екатеринбурга в жилом районе «Центральный» Железнодорожного административного района).

## Расположение и благоустройство
Улица проходит с северо-востока на юго-запад параллельно улице Дзержинского между улицами Свердлова и Лермонтова, фактически представляет собой проезд. Ранее, до ряда реконструкций микрорайона, улица имела значительно большую протяжённость и, начинаясь от набережной Городского пруда, шла вдоль правого берега реки Мельковки и далее вплоть до Мельковского пруда (на протяжении приблизительно 1 км).
В середине 2000-х протяжённость улицы составляла около 300 м, но после застройки участка между улицей Лермонтова и Красным переулком длина улицы ещё сократилась и теперь составляет чуть более 100 м. На протяжении улицы светофоров и нерегулируемых пешеходных переходов не имеется. Тротуарами и уличным освещением улица не оборудована.

## История
Основинская улица возникла вскоре после основания Екатеринбурга как одна из первых улиц Мельковской слободы. С 1770-х годов, с проведением новой границы Екатеринбурга улица оказалась в городской черте.
По результатам городской переписи 1887 года на улице было расположено 48 усадеб, на которых жили рабочие с заводов Ятеса и железной дороги, несколько ремесленников, один священник и один купец. На улице, в усадьбе № 51 на углу с Верхотурской улицей (современная Свердлова) жил владелец механического завода Ятеса британский подданный В. Е. Ятес (сам завод располагался близ Мельковского пруда). На территории усадьбы стоял каменный дом с двумя флигелями, действовала пивная лавка К. Гребенькова. На другом углу перекрёстка с Верхотурской улицей в двухэтажном каменном доме № 42 (владение крестьянки Агнии Бурдовой), находился трактир А. А. Блиновского.
На улице проживали ремесленники: медных дел мастер И. В. Торопов (усадьба № 1), экипажник С. О. Плотников (№ 39), несколько кузнецов (кузницы находились на берегу Мельковского пруда). В деревянном одноэтажном доме № 15 проживал потомственный камнерез Пётр Михайлович Основин, отец которого работал на Екатеринбургской гранильной фабрике. Были среди представителей фамилии Основиных и другие известные гранильщики. Вероятно, что предки этих Основиных были в своё время первыми или самыми знаменитыми жителями новой улицы в Мельковской слободе, и по ним Основинская улица получила своё название.
В 1900-х годах на улице проживали камнерезы: Н. К. Хомутов — в одном из домов своего брата, известного огранщика хризолитов Я. К. Хомутова (владел на улице домами № 34, 36 и 38), и М. Я. Липковский. В начале нового века на улице значительно расширились владения потомков братьев Ятесов, теперь им стал принадлежать весь последний квартал.
В 1930-е годы, после окончания строительства спортивного комплекса «Динамо» улица получила своё современное название. Главный вход в спортивный комплекс находился по оси улицы. В 1960-е годы застройка улицы западнее Красного переулка была снесена и на её месте в 1967 году был построен кино-концертный театр «Космос» и разбит прилегающий к нему сквер. На начало 2010-х годов застройка по улице практически полностью утрачена, остался лишь один многоэтажный дом.

## Примечательные здания
- № 30 — пятиэтажный каменный жилой дом, построенный в 1935 году для работников Свердловской железной дороги. Образец жилого дома с центральноосевой композицией фасада в стилевых формах советского «неоклассицизма». Является памятником культурного наследия Свердловской области.

## Транспорт

### Наземный общественный транспорт
Движение наземного общественного транспорта по улице не осуществляется. Ближайшие остановки общественного транспорта — «ТЮЗ» (ул. Николая Никонова) и «Дом Музыки» (ул. Свердлова).

### Ближайшие станции метро
В 400 м к северо-северо-западу от перекрёстка улиц Физкультурников-Лермонтова находится станция 1-й линии Екатеринбургского метрополитена  «Динамо», от которой до улицы Физкультурников можно добраться на троллейбусе № 4 или автобусе № 33а (одна остановка).